# Якобсон, Александр Серафимович
Александр Серафимович Якобсон (род. 18 апреля 1951, Гомель, Белорусская ССР, СССР) — белорусский государственный деятель, председатель Гомельского облисполкома (2001—2010).

## Биография
В 1973 году окончил Белорусский институт инженеров железнодорожного транспорта, в 1991 году — Минский институт политологии и социального управления Компартии Белоруссии (бывшая Минская высшая партийная школа (ВПШ) при ЦК КПБ).
- 1973—1974 — строительный трест «Кандалакштрансстрой» в Мурманской области.
- 1974—1975 — в рядах Советской армии.
- 1975—1985 — в строительных организациях Гомеля, мастером, прорабом, старшим прорабом, главным инженером специализированного строительного управления треста (ныне ОАО) «Гомельпромстрой».
- 1985—1986 — инструктор отдела строительства Гомельского обкома КПБ.
- 1986—1997 — председатель исполнительного комитета Светлогорского городского Совета народных депутатов.
- 1997—2001 — первый заместитель председателя Гомельского облисполкома, председатель Гомельского горисполкома.
- 2001—2010 — председатель Гомельского облисполкома. Указом Президента Республики Беларусь № 303 от 10 июля 2003 года объявлен выговор за неисполнение поручений Главы государства об обеспечении полной и своевременной выплаты заработной платы работникам агропромышленного комплекса республики и погашении задолженности перед населением и сельскохозяйственными организациями за сданную сельскохозяйственную продукцию, а также за фальсификацию отчётных данных по этим вопросам.
- 28 декабря 2010 — 18 августа 2014 — председатель Комитета государственного контроля Республики Беларусь.[1][2]

C 21 августа 2014 года — помощник Президента Беларуси — главный инспектор по Минску. Занимал эту должность до марта 2017 года.
Дважды избирался депутатом Верховного Совета Беларуси (1990—1995, 1995—1996). Депутат Палаты представителей Национального собрания Республики Беларусь (1996—2000). Член Совета Республики Национального собрания Республики Беларусь третьего и четвёртого созывов, член Комиссии по бюджету и финансам

## Награды и звания
- Орден Отечества III степени (21 декабря 2004 года) — за проявленное мастерство, самоотверженный труд, профессионализм, большой личный вклад в обеспечение своевременной уборки урожая зерновых, кормовых и технических культур, получение высоких намолотов и валовых сборов зёрен, достижение значительных успехов в животноводстве[5].
- Орден Почёта (21 ноября 2001 года) — за значительный вклад в социально-экономическое развитие республики, создание реальных условий для повышения уровня жизни населения и экономической безопасности страны, добросовестное выполнение служебных обязанностей[6].
- Орден Дружбы (8 декабря 2009 года, Россия) — за большой вклад в развитие российско-белорусского сотрудничества и дальнейшее сближение народов России и Беларуси[7].
- Почётная грамота Правительства Москвы (11 ноября 2008 года) — за большой вклад в развитие сотрудничества между Москвой и Республикой Беларусь[8].
- Почётная грамота Правительства Москвы (10 декабря 2004 года) — за вклад в развитие межрегиональных, торгово-экономических и культурных связей между Республикой Беларусь и Москвой[9].
- Четыре ордена Белорусской и Русской православной церкви.
- Почётный гражданин Гомельской области[10].
- Почётный гражданин города Светлогорска (Гомельская область).

## Биография
- Якобсон Александр Серафимович. Кто есть кто в Республике Беларусь
- Александр Якобсон. TUT.BY. Дата обращения: 2 мая 2017. Архивировано из оригинала 5 апреля 2017 года.